# Lhommeia
Lhommeia là một chi bướm đêm thuộc họ Geometridae.